# Alexander Hendrik Metelerkamp (burgemeester van Gouda)
Alexander Hendrik Metelerkamp (Zwolle, 11 augustus 1744 - Gouda, 3 juni 1816) was burgemeester van de Nederlandse stad Gouda.

## Leven en werk
Metelerkamp was lid van de patriciaatsfamilie Metelerkamp. Hij werd in 1744 geboren als zoon van de Zwolse advocaat en lid gezworen gemeente mr. Rutger Metelerkamp en Johanna Cornelia Cuperus. Hij studeerde rechten aan de universiteit van Franeker en promoveerde aldaar in 1764. Na zijn huwelijk op 23 november 1767 met de Goudse predikantsdochter Anna Elisabeth de Rhoer (1747-1819) vestigde hij zich als advocaat in Gouda. Uit zijn huwelijk werden zes kinderen geboren.
Metelerkamp maakte van 1778 tot 1795 deel uit van de vroedschap van Gouda. Hij vervulde in die periode tal van regentenfuncties. Zo was hij librijemeester, kerkmeester, schepen, schepencommissaris, kolonel van de schutterij, adjunct ter dagvaart, weesmeester, politiemeester, commissaris huwelijkszaken, thesaurier-fabriekmeester, ontvanger van de verponding, schepenmeester, ontvanger van de 100e en 200e penning, scholarch, thesaurier-ontvanger en baljuw. In de roerige periode van de strijd tussen de patriotten en de oranjegezinden werd hij benoemd tot burgemeester. In 1787 trad hij voor de eerste maal op in deze functie, benoemd door stadhouder Willem V na diens terugkeer in Den Haag. Hij probeerde zo veel mogelijk de rust in de stad te herstellen. Hij streefde naar restauratie, niet naar contrarevolutie. Ook in de jaren 1788, 1791 en 1792 vervulde hij de burgemeestersfunctie. In 1795 was zijn politieke rol voorlopig uitgespeeld en wijdde hij zich aan de wetenschap. In deze periode schreef hij een studie over het Nederlandse Staatsrecht, die in 1804 werd gepubliceerd. In 1807 werd hij door de toenmalige koning Lodewijk Napoleon weer benoemd tot burgemeester van Gouda. Hij vervulde deze functie totdat hij in 1810, om gezondheidsredenen ontslag vroeg.
Metlerkamp overleed in juni 1816 op 71-jarige leeftijd in zijn woonhuis aan de Oosthaven te Gouda. Hij werd begraven in de Sint-Janskerk aldaar. Zijn zoon Rutger was de latere voorzitter van de Tweede Kamer.